# Тарасова, Татьяна Николаевна
Татьяна Николаевна Тарасова (в девичестве Коваленко; род. 8 ноября 1957 года, Темиртау, Казахская ССР) — советская конькобежка, участница зимних Олимпийских игр (1980), серебряный призёр чемпионата мира (1981 - спринтерское многоборье), чемпионка СССР (1982 - спринтерское многоборье, 1981-1983 - 500 м), серебряный (1981 - спринтерское многоборье, 1982 - 1000 м) и бронзовый (1983 - спринтерское многоборье, 1977, 1979 - 500 м) призёр чемпионатов СССР. Мастер спорта СССР международного класса (1977). Выступала за ДСО "Спартак" (Темиртау),  ДСО "Авангард", ДСО "Труд" (Киев).

## Биография
Татьяна Коваленко родилась в казахском городке Темиртау. Начала заниматься конькобежным спортом в возрасте 10 лет. 
В феврале 1973 года на первенстве Казахской ССР среди девушек в Алма-Ате 15-летняя спартаковка выиграла забег 500 метров и установила высшее достижение страны - 45,0 сек. В декабре на молодёжном первенстве она заняла 3-е место в беге на 1000 метров. В феврале 1975 года на турнире юных скороходов социалистических стран «Дружба» Татьяна одержала победу в беге на 500 метров, финишировав с новым всесоюзным рекордом для равнинных катков среди девушек этой возрастной группы - 45,97 сек. 
В феврале 1976 года Коваленко выиграла бег на 1000 метров и многоборье на первенстве СССР среди девушек старшего возраста. В апреле на первенстве СССР среди юниоров, 18-летняя спортсменка, выступающая за Ангарский "Спартак", стала второй в забеге на 500 метров, а в сумме многоборья заняла 4-е место. При чём установила рекорд СССР среди девушек старшей возрастной группы в беге на 500 метров 45,12 сек, на 1000 - 1:33,62 и в сумме спринтерского многоборья - 185,870. 
Осенью 1976 года поступила в Киевский институт физкультуры и в сезоне 1976/77 стала выступать за киевский "Авангард". В декабре 76-го на всесоюзных соревнованиях в Алма-Ате заняла 5-е место в компании сильнейших спринтеров страны. Татьяна впервые выиграла "бронзу" на дистанции 500 метров в марте 1977 года на чемпионате СССР на отдельных дистанциях, а в апреле на спринтерском первенстве страны среди юниоров стала второй в многоборье. 
В марте 1978 года на зимней Спартакиаде народов СССР 20-летняя юниорка стала первой на 500-метровке с новым рекордом спартакиады - 44,50 сек. Следом на чемпионате СССР в спринте среди юниоров Татьяна стала чемпионкой по сумме 4-х дистанции. В сезоне 1978/79 Татьяну пригласил в сборную страны старший тренер Константин Кудрявцев. В 78-м вышла замуж и стала выступать под фамилией Тарасова. В ноябре 1978 года она была лучшей в соревнованиях на приз Совета Министров Украинской ССР, вновь была первой в коротком спринте - 43,9 сек, и набрала лучшую сумму очков в спринтерском многоборье - 183,150. 
В 1979 году на чемпионате СССР в спринтерском многоборье она выиграла 500 метров, но в итоге заняла 4-е место в общем зачёте. В декабре 1979 года Тарасова выиграла 500 метров и стала второй на 1000 метров на международных соревнованиях кубок "Динамо", заняв 2-е место в комбинации спринта. В конце месяца на всесоюзных соревнованиях на катке Медео побила мировой рекорд в беге на 500 метров, впервые выбежав из 41 секунды - 40,74 сек. Кроме того установила рекорд СССР в спринтерской комбинации - 165,500 очка.  
В начале февраля 1980 года Тарасова дебютировала на чемпионате мира в Уэст-Аллисе, где стала 4-й в забеге на 500 метров и заняла 13 место в комбинации спринта. Ещё через три дня участвовала на своих первых XIII зимних Олимпийских играх в Лейк-Плэсиде, где стала 8-й в забеге на 500 метров. 
В 1981 году Татьяна Тарасова добилась своего наилучшего результата за карьеру. Стала второй на чемпионате СССР в спринтерском многоборье, при этом победила отдельно ещё на 500 метров. Выиграла серебряную медаль в комбинации спринта на чемпионате мира в Гренобле, уступив только непобедимой немке Карин Энке. Однако в первый день на дистанциях 500 и 1000 метров победила немку.
В январе 1982 года на первенстве СССР в классическом многоборье заняла 3-е место на 500 метров. Через месяц стала чемпионкой страны в спринтерском многоборье. В марте на V зимней Спартакиаде народов СССР поднялась на 2-е место в беге на 500 метров, уступив только Наталье Петрусёвой. В декабре 25-летняя спортсменка поднялась на 3-е место в комбинации спринта на II соревнованиях памяти Н.С. Киселёва. 
В феврале 1983 года на чемпионате СССР в спринтерском многоборье Татьяна стала бронзовым призёром. В ноябре на международных соревнованиях в Западном Берлине установила высшее мировое достижение для равнинных дорожек в беге на 500 м - … 40,79 сек, что являлось и рекордом СССР. В 1984 году завершила карьеру спортсменки. 